# Ordem dos Templários
A Ordem dos Pobres Cavaleiros de Cristo e do Templo de Salomão (em latim: "Pauperes commilitones Christi Templique Salomonici"), conhecida como Cavaleiros Templários, Ordem do Templo (em francês: Ordre du Temple ou Templiers) ou simplesmente como Templários, foi uma ordem militar de Cavalaria da Igreja Católica. A organização existiu durante cerca de dois séculos na Idade Média (1118-1312), tendo sido fundada no rescaldo da Primeira Cruzada de 1096, com o propósito original de proteger os cristãos que voltaram a fazer a peregrinação a Jerusalém após a sua conquista.
Os seus membros faziam votos de pobreza, castidade, devoção e obediência, usavam mantos brancos com a característica cruz vermelha, e o seu símbolo passou a ser um cavalo montado por dois cavaleiros. Tendo em conta o local onde originalmente se estabeleceram (o monte do Templo em Jerusalém, onde existira o Templo de Salomão, e onde se ergue a atual Mesquita de Al-Aqsa) assim como o voto de pobreza e de fé em Cristo, denominaram-se "Pobres Cavaleiros de Cristo e do Templo de Salomão".
O sucesso dos Templários esteve vinculado ao das Cruzadas. Quando a Terra Santa foi perdida, o apoio à Ordem reduziu-se. Rumores acerca da cerimónia de iniciação secreta dos Templários criaram desconfianças, e o rei Filipe IV de França — também conhecido como Filipe, o Belo — profundamente endividado com a Ordem, começou a pressionar o papa Clemente V a tomar medidas contra eles. Em 1307, muitos dos membros da Ordem em França foram detidos e queimados publicamente. Em 1312, o papa Clemente dissolveu a Ordem.
O súbito desaparecimento da maior parte da infraestrutura europeia da Ordem deu origem a especulações e lendas que mantêm o nome dos Templários vivo até aos dias de hoje.

## História

### Fundação
Nos séculos XI e XII, o renascimento do monaquismo cristão viu a fundação de numerosas ordens religiosas, nomeadamente os irmãos leigos que privilegiavam o trabalho manual, e a renovação da vida canónica que adoptou a regra de Santo Agostinho , os cónegos (ordem de São Lázaro de Jerusalém) ou monges (ordem de São João de Jerusalém) envolvidos em atividades hospitalares ou na vida paroquial. É neste contexto religioso que a Igreja Católica encorajou os cavaleiros do século a tornarem-se milites Christi , ou seja, “cavaleiros de Cristo” que desejam combater os infiéis na Terra Santa.
O Papa Urbano II pregou a primeira cruzada em 27 de novembro de 1095, décimo dia do Concílio de Clermont. A motivação do Papa para ver tal expedição militar tomar forma veio do facto de os peregrinos cristãos a caminho de Jerusalém serem regularmente vítimas de abusos e até de assassinatos.
O Papa pediu portanto ao povo católico do Ocidente que pegasse em armas para ajudar os peregrinos e os cristãos do Oriente. Esta cruzada teve então como grito de guerra "Deus vult" (“Deus assim o quer!”) , e todos os que participaram na cruzada foram marcados com o sinal da cruz, tornando-se assim os cruzados (termo que só apareceu no Quarto Concílio de Latrão em 1215: ver o vocabulário das cruzadas e da Reconquista). Esta ação resulta em 15 de julho de 1099 na captura de Jerusalém pelas tropas cristãs de Godofredo de Bulhão.
Hugo de Payens, futuro fundador e primeiro mestre da Ordem do Templo, veio pela primeira vez à Terra Santa em 1104 para acompanhar o conde Hugues de Champagne, então em peregrinação. Regressaram em 1107 e partiram novamente em 1114, colocando-se sob a protecção e autoridade dos cónegos do Santo Sepulcro, com os seus cavaleiros que então trabalharam para defender as posses destes cónegos e para proteger o túmulo do Cristo.  
A ordem foi fundada após a Primeira Cruzada, por Hugo de Payens, em 1118, com o apoio de mais 8 cavaleiros, entre eles André de Montbard, tio de Bernardo de Claraval e do rei Balduíno II de Jerusalém, Gondemaro e Frei Arnaldo da Rocha, que os acolheu em seu palácio em uma das esplanadas do Templo. Nasce assim os Pobres Cavaleiros de Cristo, que, por se estabelecerem no monte do Templo de Salomão, vieram a ficar conhecidos como Ordem do Templo, e por Templário quem dela participava. A finalidade da Ordem era proteger os peregrinos que se dirigiam a Jerusalém, mais precisamente o caminho de Jafa a Cesareia, vítimas de ladrões em todo o percurso e, já na Terra Santa, dos ataques que os muçulmanos faziam aos reinos cristãos que as Cruzadas haviam fundado no Oriente.
No outono de 1127, Hugo de Payens e mais 5 cavaleiros se dirigem à Roma visando solicitar ao papa Honório II o reconhecimento oficial da Ordem. Nessa visita, conseguem não só o reconhecimento oficial como o apoio e influência de Bernardo de Claraval, no Concílio de Troyes em 13 de janeiro de 1129. Através da bula papal Omne datum optimum, emitida em 29 de março de 1139 pelo papa Inocêncio II, a Ordem foi reconhecida oficialmente pelo Papado e ganhou isenções e privilégios, dentre os quais o de que seu líder teria o direito de se comunicar diretamente com o papa e o direito de construir seus próprios oratórios e serem enterrados neles.
A ordem tornou-se uma das favoritas da caridade em toda a cristandade, e cresceu rapidamente tanto em membros quanto em poder; seus membros estavam entre as mais qualificadas unidades de combate nas Cruzadas e os membros não combatentes da ordem geriam uma vasta infraestrutura econômica, inovando em técnicas financeiras que constituíam o embrião de um sistema bancário, e erguendo muitas fortificações por toda a Europa e a Terra Santa.
Em 14 de outubro de 1229, o papa Gregório IX emitiu a bula, Ipsa nos cogit pietas, dirigida ao grão-mestre e aos cavaleiros da Ordem do Templo que os isenta de pagar o dízimo para as despesas da Terra Santa, atendendo "à guerra contínua que sustentavam contra os infiéis, arriscando a vida e a fazenda pela fé e amor de Cristo".
Um contemporâneo (Jacques de Vitry) descreve os templários como "leões de guerra e cordeiros no lar; rudes cavaleiros no campo de batalha, monges piedosos na capela; temidos pelos inimigos de Cristo, a suavidade para com Seus amigos".
Levando uma forma de vida austera, os templários não tinham medo de morrer para defender os cristãos que iam em peregrinação à Terra Santa. Como exército, nunca foram muito numerosos: aproximadamente não passavam de 400 cavaleiros em Jerusalém no auge da Ordem. Mesmo assim, foram conhecidos como o terror dos muçulmanos. Quando presos, rechaçavam com desprezo a liberdade oferecida em troco da apostasia, permanecendo fiéis à fé cristã.[carece de fontes?]

### A Regra Templária

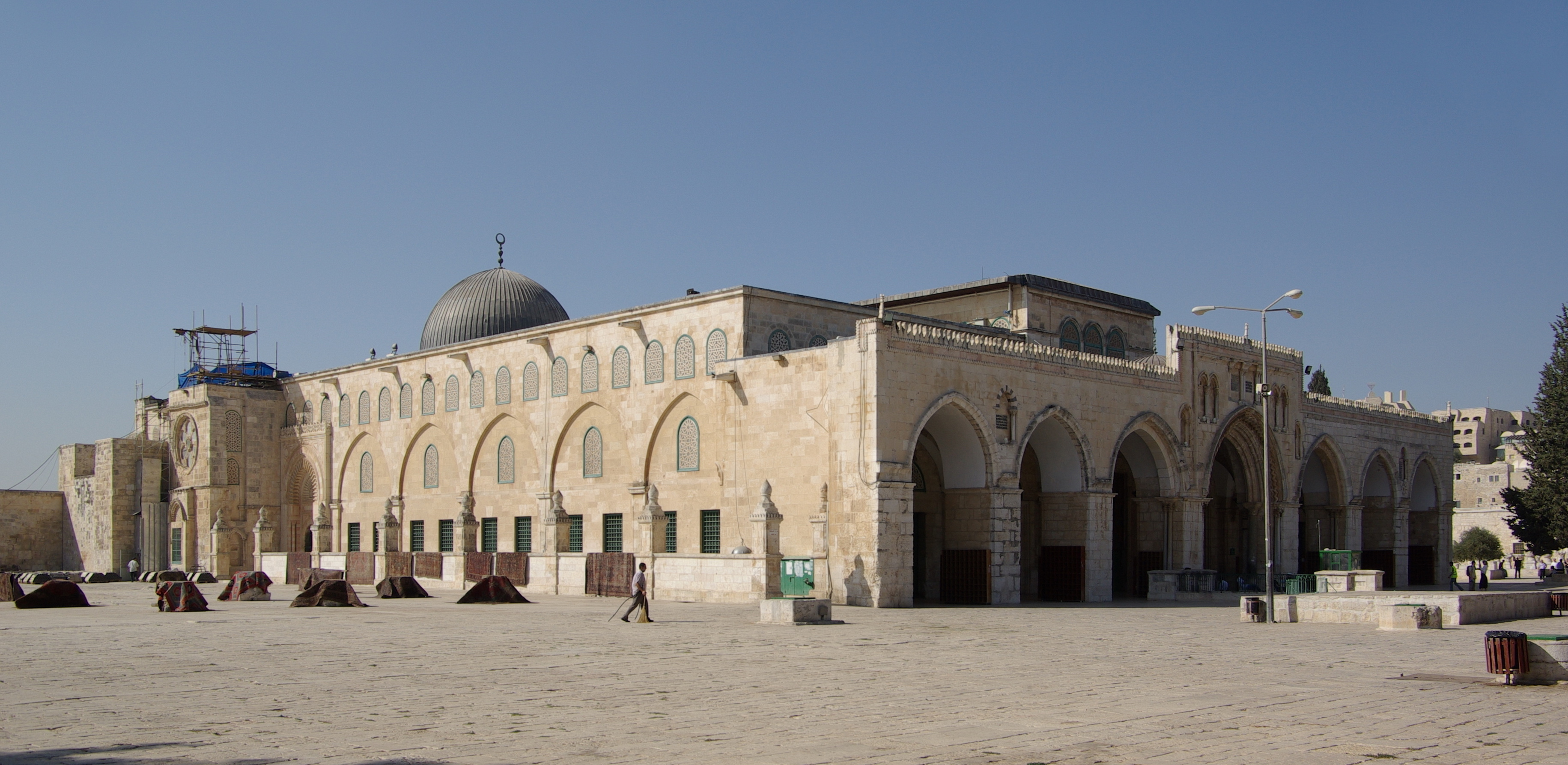
A primeira sede dos cavaleiros templários, a Mesquita de Al-Aqsa, em Jerusalém, o monte do Templo. Os cruzados chamaram-lhe de o Templo de Salomão, como ele foi construído em cima das ruínas do templo original, e foi a partir desse local que os cavaleiros tomaram seu nome de templários

A regra dessa ordem religiosa de monges guerreiros (militar) foi escrita por São Bernardo. A sua divisa foi extraída do livro dos Salmos: "Non nobis Domine, non nobis, sed nomini tuo ad gloriam" (Slm. 115:1 - Vulgata Latina) que significa "Não a nós, Senhor, não a nós, mas pela Glória de teu nome" (tradução Almeida). A regra dividia-se em 72 capítulos distribuídos em sete seções: I- A regra primitiva; II- Os estatutos hierárquicos; III- Penitências; IV- Vida Monástica; V- Capítulos comuns; VI- Maiores detalhes de penitências e VII- Recepção na Ordem.
A regra era bem típica de uma sociedade feudal, entre algumas regras estavam que a admissão de novos candidatos seria aprovada pelo bispo local, abster-se de carne às quartas-feiras e algumas curiosas, como dois cavaleiros deveriam comer do mesmo prato. Oficialmente, como consta na regra templária, o termo correto para designar o maior superior hierárquico era Mestre do Templo e não grão-mestre, como lhe é referido nos dias atuais.
Para ser admitido como cavaleiro, o postulante deveria ser cristão, conhecer a regra templária (antes mesmo de ser admitido), jurar viver em castidade e pobreza e ser obediente ao mestre do templo. A iniciação se dava com uma cerimônia religiosa realizada por um dos padres da ordem.

### Primeiras batalhas

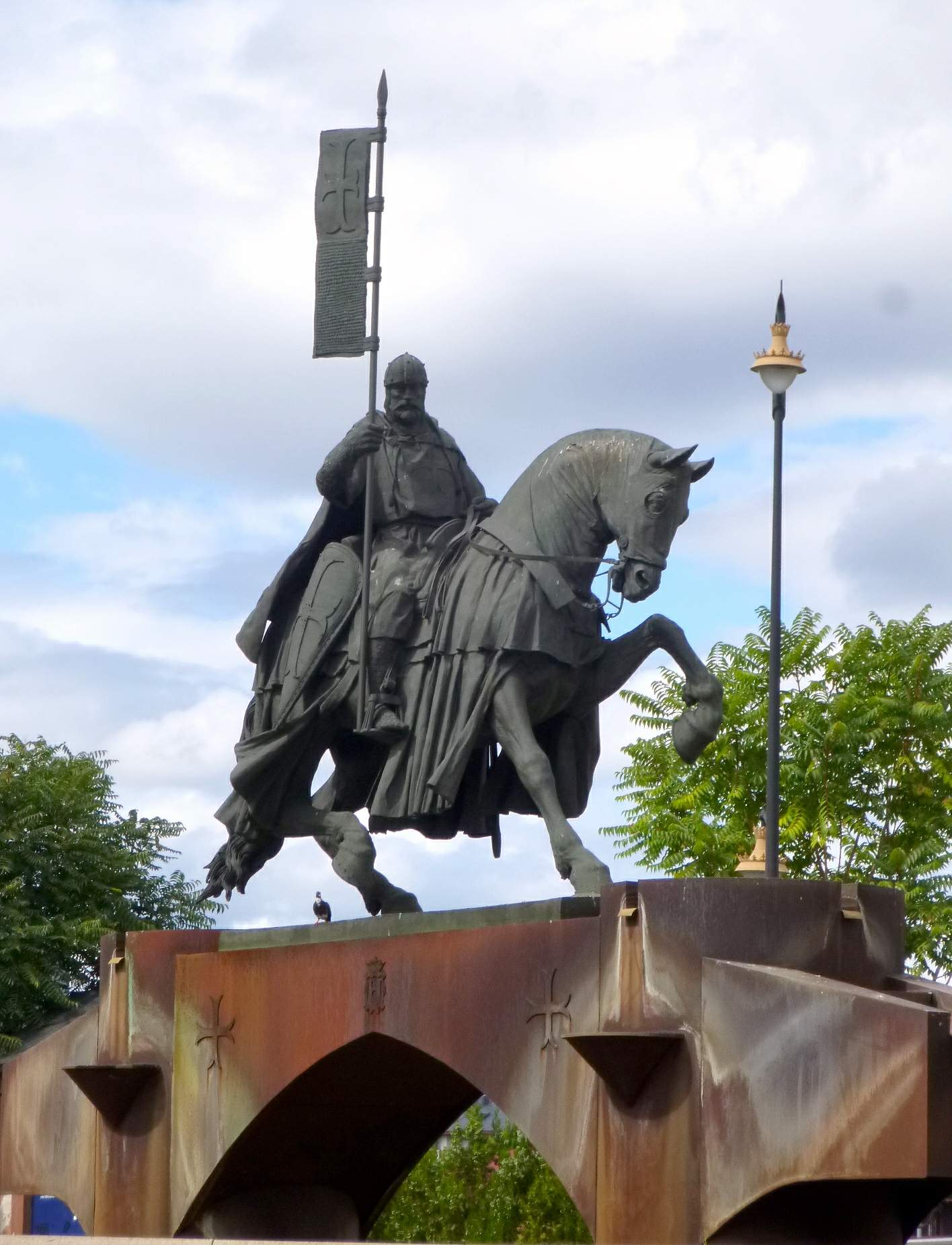
Estátua de um cavaleiro templário em Ponferrada

Os Templários "estreiam" oficialmente em campo de batalha no ano de 1129, quando tiveram que intervir em um ataque ao Rei Balduíno II em sua ida a Damasco. Em 1138, os Templários são derrotados pelos turcos na cidade de Tecoa, onde nasceu o profeta bíblico Amós, em um infrutífera tentativa de tomá-la dos turcos. Outra derrota se deu na fracassada tentativa de invasão à cidade de Ascalão, no ano de 1153, quando 14 cavaleiros foram cercados e mortos pelos turcos.
Em 1166, tropas do rei de Alepo, invadiram uma fortaleza templária na Transjordânia. Em 1168, o rei Amalrico I de Jerusalém convocou um exército para invadir o Egito, contudo os Templários recusaram tal empreitada alegando que não havia razões para que se procedesse a invasão.
Em 25 de novembro de 1177, os Templários travam, contra o exército de Saladino, a batalha de Monte Gisardo ,livremente abordada em diversas formas de arte, como nos filmes Kingdom of Heaven;[carece de fontes?] no livro The Leper King, Santo Sepulcro em português, de Zofia Kossak. A partir de Montigisard, diversas batalhas ocorrem ano após ano, como o ataque a uma caravana muçulmana em 1182, a  batalha de Tubania em 1183, a de Queraque em 1184, até que aos 4 dias de julho de 1187 ocorre a batalha de Hatim, na qual 30 mil cruzados enfrentam 60 mil muçulmanos e perdem não só a batalha como também Jerusalém.
Três décadas mais tarde, em 1219, aproveitando-se do enfraquecimento dos exércitos de Saladino em vista do crescimento do exército Mongol, os cruzados conseguem tomar Damieta, no Egito. Contudo, a falta de união entre as três grandes ordens dos cruzados (Templários, Hospitalários e Teutônicos) impossibilitou alianças e as tropas se retiraram meses depois.

### Crescimento

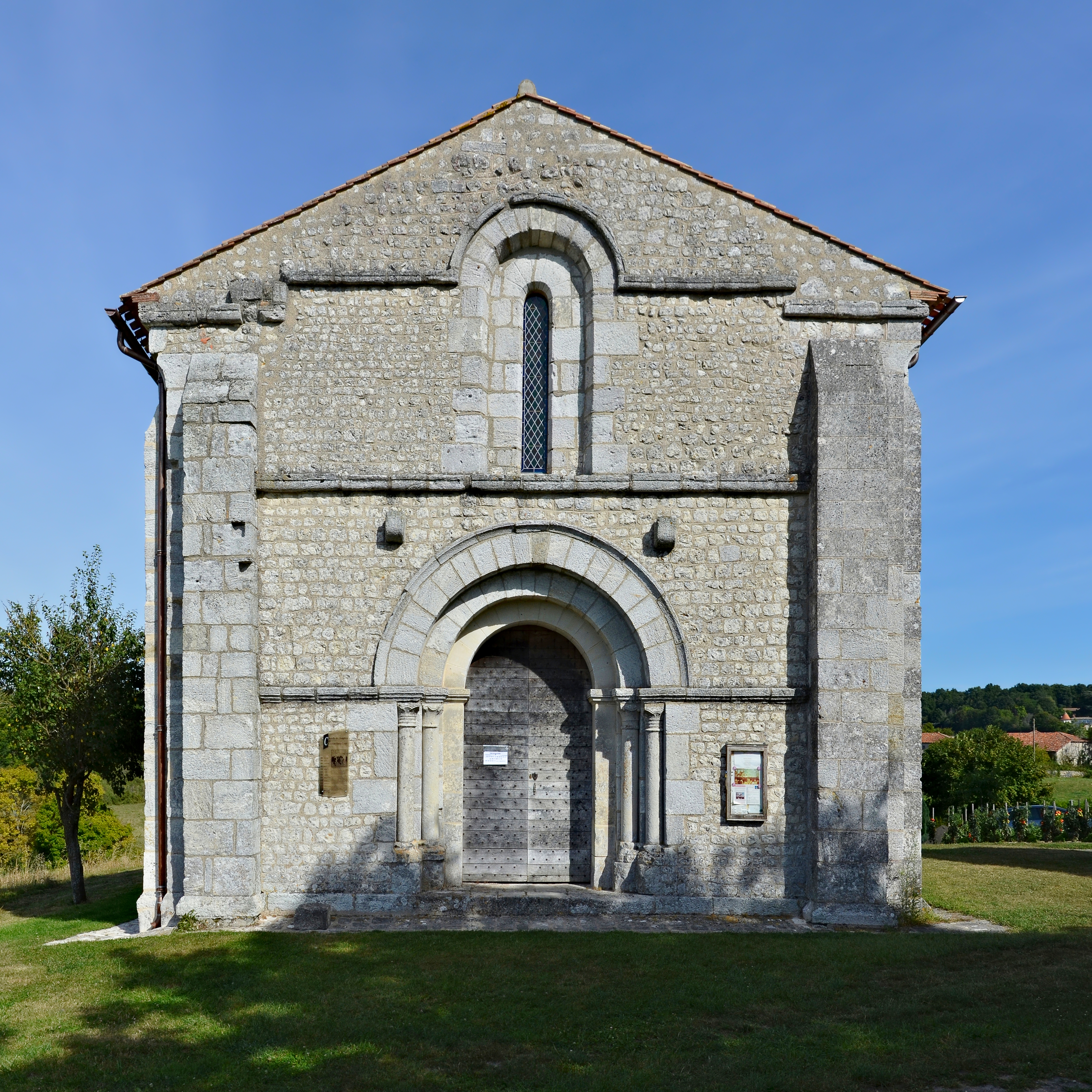
Capela templária em Cressac-Saint-Genis, França

Com o passar do tempo, a Ordem do Templo ficou riquíssima e muito poderosa: receberam várias doações de terras na Europa. Entre algumas doações estão a herança do rei Afonso I de Aragão que, por não possuir herdeiro do sexo masculino, deixou todos seus bens às ordens de cavalaria (Templários, Hospitalários e do Santo Sepulcro) e a floresta de Cera com o Castelo de Soure, doados pela Rainha de Portugal, Teresa de Leão, com a condição de que expulsassem os sarracenos do país.
Além das doações de seculares à ordem, os Templários também recebiam constantes benesses do Papado:
- 1139: Bula Omne datum optimum: a Ordem é oficialmente reconhecida pela Igreja Católica e lhe dá proteção;
- 1144: Bula Milites templi: os cristãos são incentivados a doar bens à Ordem;[33]
- 1145: Bula Milicia Dei: aumenta a autonomia da Ordem junto à Igreja;[33]
- 1198: Bula Dilecti filli nostri: garantia à Ordem a fruição completa das doações que recebiam;[34]
- 1212: Bula Cum dilectis filiis: reafirma a bula Dilecti filli nostri;[34]
- 1229: Bula Ipsa nos cogit pietas: isenta a Ordem do pagamento do dízimo da defesa da Terra Santa.

Mas não só de doações vivia a Ordem, os templários usavam as propriedades que lhes eram doadas para plantar trigo, cevada e criar animais. Assim a subsistência dos cavaleiros se dava com a venda de trigo, cevada, lã de carneiro, carne de bovinos e queijo feito com leite dos animais criados nas propriedades templárias.
Também começaram a ser admitidas na ordem, devido à necessidade de contingente, pessoas que não atendiam aos critérios que eram levados em conta no início. Logo, o fervor cristão, a vida austera e a vontade de defender os cristãos da morte deixaram de ser as motivações principais dos cavaleiros templários. Nesse diapasão, Bernardo de Claraval, em seu De laude novæ militiæ, divide a Ordem em dois grupos: militia, que são os cavaleiros cristãos comprometidos com as motivações iniciais da ordem, e malitia, pessoas que buscavam apenas reconhecimento e status por pertencer à ordem.

### Perseguição e julgamento
Com graves problemas de dívida e tendo de recorrer a empréstimos junto dos Templários para financiar os negócios do seu reino, Filipe IV de França usou a sua influência sobre o papa Clemente V, sob a sua dependência, para acabar com a Ordem e confiscar todos os seus bens. Para isso, colocou em efeito uma estratégia de descrédito, acusando os Templários de heresia, imoralidade, sodomia e diversos outros crimes. A ordem de prisão foi redigida em 14 de setembro de 1307 no dia da exaltação da Santa Cruz, e no dia 13 de outubro de 1307 (uma sexta-feira), todos os cavaleiros que estavam em território francês foram detidos.
Após a tomada de Acre pelos muçulmanos em 1291, os Templários estabeleceram-se no Reino do Chipre, em 1306 depuseram o rei Henrique II e elegeram um cavaleiro como novo monarca, Amalrico de Tiro. Contudo, Amalrico foi assassinado e, em 1310, Henrique II voltou ao poder e expulsou os templários de Chipre, queimando o convento no qual os cavaleiros haviam se estabelecido.
Com a expulsão de Chipre, a ordem de prisão emitida na Europa e na Terra Santa tomada pelos muçulmanos, Tiago de Molay, na sua prisão, apresentara ao papa Clemente V um novo plano de tomada da Terra Santa. Contudo, já estava decidido que a função militar não tinha mais razão de ser e o pontífice tentava, sem sucesso, convencer o rei Filipe, o Belo, a apenas remodelar a Ordem.
Entre 19 de outubro e 24 de novembro de 1307, 138 prisioneiros Templários foram interrogados em Paris. Numa carta do papa Clemente V ao rei Filipe, datada de 27 de outubro de 1307, deixa a entender os protestos do pontífice para com os meios pelos quais os cavaleiros eram interrogados e as confissões lhe eram arrancadas.

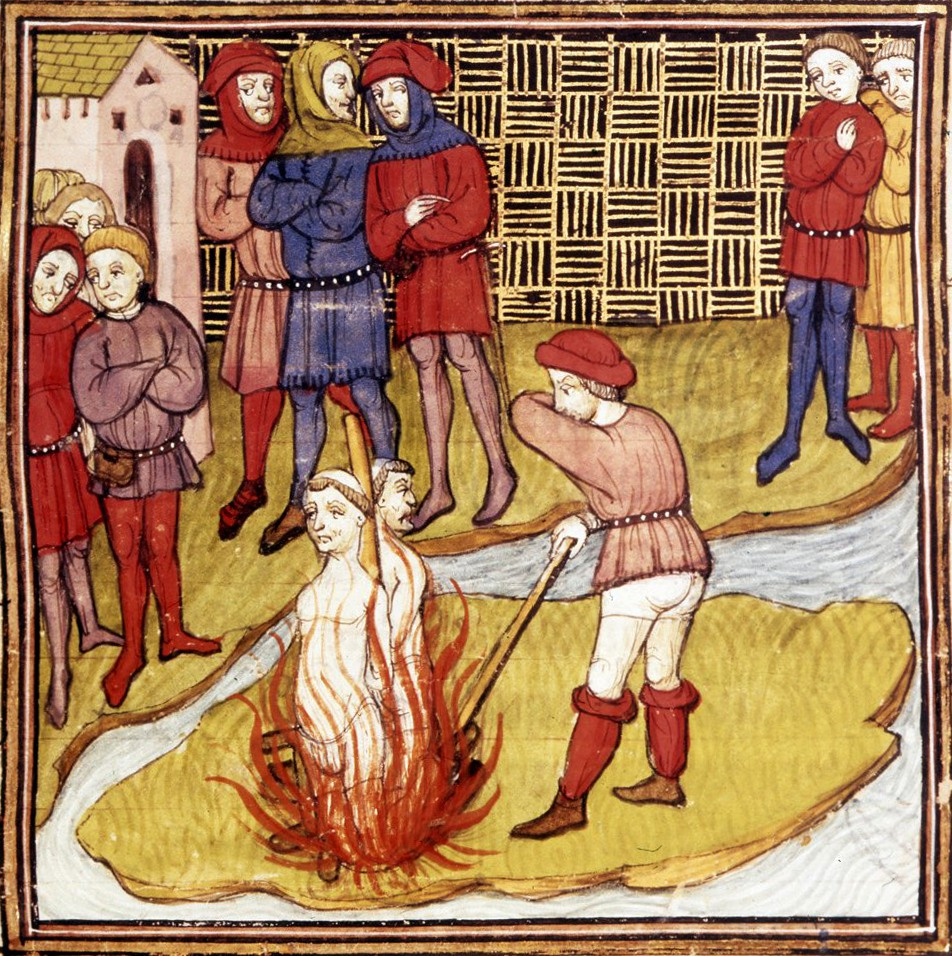
Tiago de Molay e Geoffroy de Charnay: Templários condenados à fogueira

Em 22 de novembro de 1307, pela bula Pastoralis præminentiæ o papa Clemente V recomenda a prisão dos Templários em outros estados da Europa.
A partir de 1310, a Igreja institui sua própria investigação sobre a Ordem, na qual chegaram a depor 573 cavaleiros. Todos em defesa da Ordem e afirmando que as confissões foram arrancadas no tribunal francês por meios de tortura. Em 16 de outubro de 1311, o papa Clemente V abre o Concílio de Vienne afirmando que, com base nos inquéritos eclesiásticos, bem como nos inquéritos civis, não havia fatos palpáveis de culpabilidade.
A Ordem do Templo é suspensa em 22 de março de 1312, pela bula Vox in Excelso. O papa Clemente V, através bula Ad providam de 2 de maio de 1312, transfere todos os bens Templários para os Hospitalários, exceto os de Portugal, de Castela, de Aragão e de Maiorca, os quais ficariam na posse interina dos monarcas, até o conselho decidir qual o seu destino.
No adro da Igreja de Notre-Dame, em Paris, fora instalado um cadafalso, para no dia 18 de março de 1314 anunciar a sentença de prisão perpétua aos cavaleiros Tiago de Molay, Hughes de Pairaud, Geoffroy de Charnay e Geoffroy de Gonneville. Em meio ao anúncio da sentença, De Molay e Geoffroy de Charnay levantaram-se bradando sua inocência e a de todos os Templários, que todos os crimes e heresias a eles atribuídos foram inventados. No mesmo dia, armou-se uma fogueira próxima ao jardim do palácio onde foram queimados Tiago de Molay e Geoffroy de Charnay.

### Da sentença do papa Clemente V aos nossos dias
O chamado "Pergaminho de Chinon" ao declarar que Clemente V pretendia absolver a ordem das acusações de heresia, e que poderia ter dado eventualmente a absolvição ao último grão-mestre, Jacques de Molay, e aos demais cavaleiros, suscitou a reação da monarquia francesa, de tal forma que obrigou o papa Clemente V a uma discussão ambígua, sancionada em 1312, durante o Concílio de Vienne, pela bula Vox in excelso, a qual declarava que o processo não havia comprovado a acusação de heresia, contudo afirma que, pelo bem da Igreja, a Ordem deveria ser suprimida ou remodelada.
Após a descoberta nos arquivos do Vaticano, da ata de Chinon, assinada por quatro cardeais, declarando a vontade de dar a inocência dos Templários, sete séculos após o processo, o mesmo foi recordado em uma cerimónia realizada no Vaticano, a 25 de outubro de 2007, na Sala Vecchia do Sínodo, na presença do monsenhor Raffaele Farina, arquivista bibliotecário da Santa Igreja Romana, de monsenhor Sergio Pagano, prefeito do Arquivo Secreto do Vaticano, de Marco Maiorino, oficial do arquivo, de Franco Cardini, medievalista, de Valerio Manfred, arqueólogo e escritor, e da escritora Barbara Frale, descobridora do pergaminho e autora do livro "Os Templários".
Os cavaleiros Templários, enquanto ordem simultaneamente militar e monástica, ativa e contemplativa, tinham como missão original levar a Terra Santa ao controle cristão, mas, durante os séculos XII e XIII os Templários tiveram um importante papel na criação de um clima de respeito pela erudição e espiritualidade da cultura islâmica, tanto na Europa como na Terra Santa. Eles perceberam o terreno comum que havia entre as camadas mais profundas das civilizações cristã e muçulmana.
Em 1997, a publicação eclesiástica oficial do Dizionario degli Istitut di Perfezione (Dicionário dos Institutos de Perfeição) publicado pela Edições Paulinas, no volume IX,  em seu Capítulo III “A Restauração dos Templários”, afirma que a associação privada de fiéis Militia Templi, como a única que atualmente poderia ser considerada sucedânea da antiga Ordem Templária.
Atualmente não é uma ordem de cavalaria, mas assim como a Ordem Teutônica é uma ordem religiosa. Vale destacar que, hoje existem apenas duas ordens de cavalaria tuteladas pela Igreja Católica, são elas a Ordem dos Hospitalários e a Ordem do Santo Sepulcro de Jerusalém.

## A Ordem em Portugal

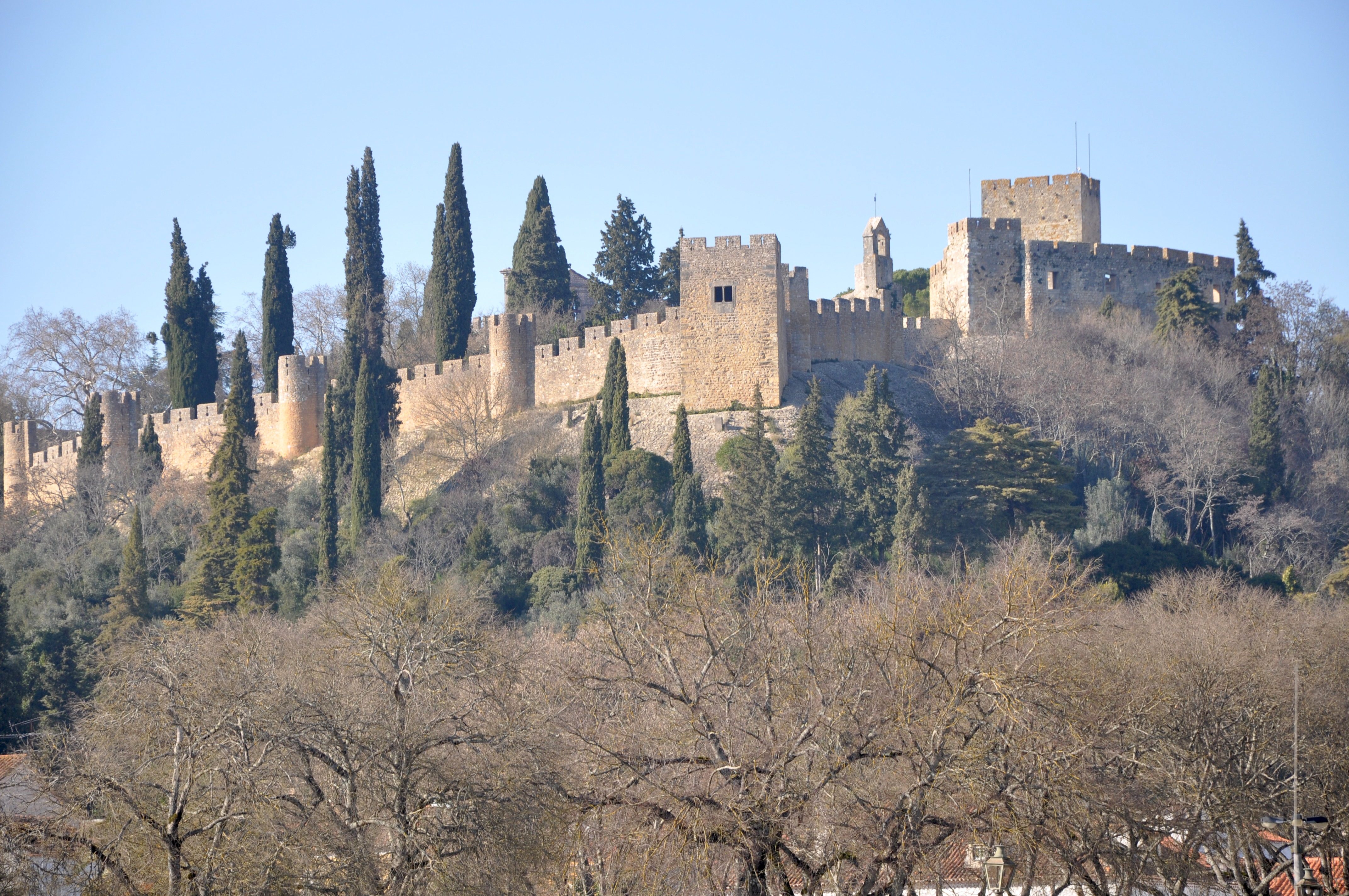
Castelo templário em Tomar

A Ordem do Templo chegou ao Condado Portucalense ainda na época de Teresa de Leão, condessa de Portugal, que lhe fez a doação da vila de Fonte Arcada, atual concelho de Penafiel, entre 1126 e 1128. Por toda a Idade Média, várias doações e compras por parte da Ordem foram feitas em Braga, pelo menos desde 1122, culminando com a doação de uma casa na ermida de S. Marcos por D. João Peculiar e de um hospital na cidade fundado por Pedro Aurives, em 1145. Em 1127, a mesma condessa fez-lhe a doação do Castelo de Soure, na linha do rio Mondego, sob o compromisso de colaborar na conquista de terras aos Muçulmanos. Já em junho de 1144, Afonso Peres, por ordem régia, doa, com reserva de vida, aos freires do Templo a herdade de S. João de Rio Frio que iria levar a um litigio entre a Sé de Braga e D. Humberto, comendador da Ordem em Rio Frio. Durante a formação de Portugal, houve um momento de indefinição em termos estruturais da instituição por parte das Ordens Militares, como exemplifica o facto de que, em 30 de março de 1140, o hospitalário D. Aires era prior tanto de Portugal como da Galiza.
Já como reino de Portugal, D. Afonso Henriques (1143-1185), a ordem recebeu a doação do Castelo de Longroiva (1145), na linha do rio Côa. Pouco depois os cavaleiros da ordem apoiaram-no na conquista de Santarém (1147) ficando sob responsabilidade da Ordem a defesa do território entre o rio Mondego e o rio Tejo, a montante de Santarém. A partir de 1160, já sobre a liderança de Gualdim Pais, a ordem estabeleceu a sua sede no país em Tomar e obtendo o senhorio da região de Castelo Branco.
Após o processo de extinção da ordem pelo papa Clemente V e a detenção dos mesmos por Filipe de França, O Belo, o rei D. Dinis I de Portugal (1279-1325) procurou evitar a transferência do património da ordem no país para a Ordem de São João do Hospital, vindo a obter, do Papa João XXII a bula "Ad ae exquibus", expedida em 15 de março de 1319, pela qual era aprovada a constituição da "Ordo Militiae Jesu Christi" (Ordem da Milícia de Jesus Cristo), à qual foram atribuídos os bens da extinta ordem no país. A nova ordem, após uma curta passagem por Castro Marim, veio a sediar-se também em Tomar, com sede no Convento de Cristo.

## Lendas e relíquias

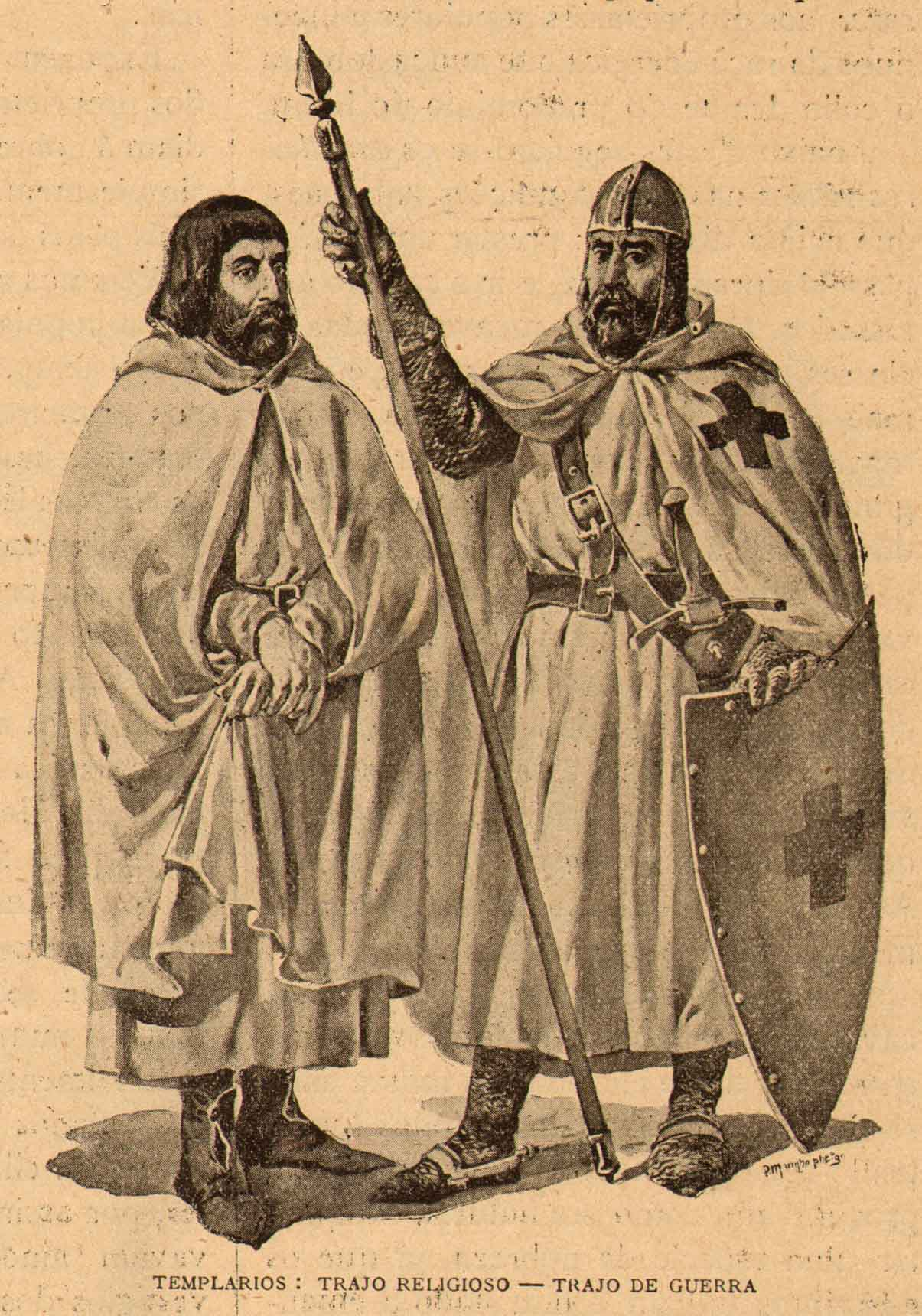
Armadura de soldados Templários durante o período da criação da ordem e o fim das cruzadas na terra santa (1118 - 1291)

A destruição do arquivo central dos Templários (que estava na Ilha de Chipre) em 1571 pelos otomanos,[carece de fontes?] tornou-se o principal motivo da pequena quantidade de informações disponíveis e da quantidade enorme de lendas e versões sobre sua história.
Os Templários tornaram-se, assim, associados a lendas sobre segredos e mistérios, e mais rumores foram adicionados nos romances de ficção populares, como Ivanhoe, Pêndulo de Foucault, e O Código Da Vinci, filmes modernos, tais como A Lenda do Tesouro Perdido e Indiana Jones e a Última Cruzada, bem como jogos de vídeo, como Broken Sword e Assassin's Creed.
Uma das versões faz ligação entre os Templários e uma das mais influentes e famosas sociedades secretas, a Maçonaria. Contudo a mesma é fundada apenas em 1717, quatro séculos após o fim dos Templários, na Inglaterra.

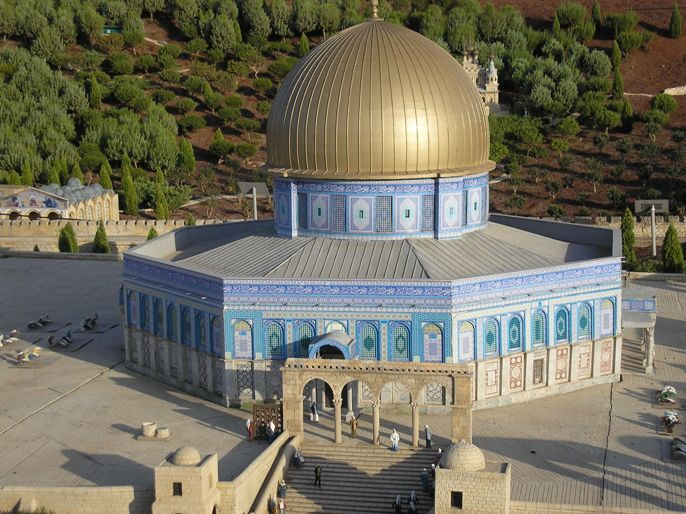
A Cúpula da Rocha, uma das estruturas do Monte do Templo

Historiadores acreditam na separação dos Templários quando a perseguição na França foi declarada. Um dos lugares prováveis para refúgio teria sido a Escócia, onde apenas dois Templários haviam sido presos e ambos eram ingleses. Embora os cavaleiros estivessem em território seguro, sempre havia o medo de serem descobertos e considerados novamente como traidores. Por isso teriam se valido de seus conhecimentos da arquitetura sagrada e assumiram um novo disfarce para fazerem parte da maçonaria.
A associação dos Templários a sociedades secretas ou práticas alquímicas ou de bruxaria se deve à lenda de que eram quase uma ordem secreta, totalmente hermética na qual ninguém de fora tinha acesso, quando, na verdade, eram o oposto, abriam suas igrejas e oratórios aos moradores locais onde se estabeleciam e acolhiam peregrinos em suas casas e conventos.
Muitas das lendas dos Templários estão relacionadas com a ocupação precoce pela ordem do monte do Templo em Jerusalém e da especulação sobre as relíquias que os Templários podem ter encontrado lá, como o Santo Graal ou a Arca da Aliança. No entanto, nos extensos documentos da inquisição dos Templários nunca houve uma única menção de qualquer coisa como uma relíquia do Graal, e muito menos a sua posse, por parte dos Templários. Na realidade, a maioria dos estudiosos concorda que a história do Graal é apenas uma ficção que começou a circular na época medieval.
O tema das relíquias também surgiu durante a Inquisição dos Templários, pois documentos diversos dos julgamento referem-se à adoração de um ídolo de algum tipo, referido em alguns casos, um gato, uma cabeça barbada, ou, em alguns casos, a Baphomet. Essa acusação de idolatria contra os Templários também levou à crença moderna por alguns de que os Templários praticavam bruxaria. Contudo, segundo historiadores, a cabeça barbada nada mais era que um manto com o rosto de Jesus Cristo.

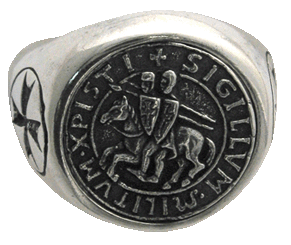
Anel templário

Ao líder templário, Tiago de Molay, é imputada a maldição da Sexta-Feira 13, que ao ser queimado na fogueira teria amaldiçoado a data. Contudo, não há qualquer documento ou registro de tal maldição, além do que, De Molay, e mais 3 líderes Templários, foram queimados no dia 18 de março de 1314, e não dia 13. Tal crença se origina com a morte de seus executores no mesmo ano da morte De Molay; do papa Clemente V em 20 de Abril de 1314 e de Filipe IV de França em 29 de novembro.
Além de possuir riquezas (ainda hoje procuradas) e uma enorme quantidade de terras na Europa, a Ordem dos Templários possuía uma grande esquadra. Os cavaleiros, além de temidos guerreiros em terra, eram também exímios navegadores e utilizavam sua frota para deslocamentos e negócios com várias nações.
Devido ao grande número de membros da ordem, apenas uma parte dos cavaleiros foram aprisionados (a maioria franceses). Os cavaleiros de outras nacionalidades não foram aprisionados e isso possibilitou-lhes refugiarem-se em outros países. Segundo alguns historiadores, alguns cavaleiros foram para Escócia, Suíça, Portugal e até mais distante, usando seus navios. Muitos deles mudaram seus nomes e se instalaram em países diferentes, para evitar uma perseguição do rei e da Igreja.
O desaparecimento da esquadra é outro grande mistério. No dia seguinte ao aprisionamento do cavaleiros franceses, toda a esquadra zarpou durante a noite, desaparecendo sem deixar registros. Por essa mesma data, o rei português D. Dinis nomeava o primeiro almirante português de que há memória, apesar de Portugal não ter armada; por outro lado, D. Dinis evitava entregar os bens dos Templários à Igreja e consegue criar uma nova Ordem de Cristo com base na Ordem Templária, adotando por símbolo uma adaptação da cruz orbicular templária, levantando a dúvida de que planeava apoderar-se da armada templária para si.
Um dado interessante relativo aos cavaleiros que teriam se dirigido para a Suíça, é que antes desta época não há registros de existência do famoso sistema bancário daquele país, até hoje utilizado e também discutido. Como é sabido, no auge de sua formação, os cavaleiros da ordem desenvolveram um sistema de empréstimos, linhas de crédito, depósitos de riquezas que na sua época já se assemelhava bastante aos bancos de hoje. É possível que tenham sido os cavaleiros que se refugiaram na Suíça que implantaram o sistema bancário no lugar e que até hoje é a principal atividade do país.

### Edificações templárias
| Imagem | Património                                     | Tipologia                   | Ano de Construção         | Cidade                                    | País       | Visitável | Ref           |
| ------ | ---------------------------------------------- | --------------------------- | ------------------------- | ----------------------------------------- | ---------- | --------- | ------------- |
|        | Castelo de Tomar e Convento da Ordem de Cristo | Castelo medieval e convento | Século XII                | Tomar                                     | Portugal   | Sim       | [ 61 ] [ 62 ] |
|        | Castelo de Almourol                            | Castelo medieval            | Século XII                | Praia do Ribatejo, Vila Nova da Barquinha | Portugal   | Sim       | [ 63 ]        |
|        | Torre de Dornes                                | Torre                       | Gualdim Pais - Século XII | Dornes, Ferreira do Zêzere                | Portugal   | Sim       | [ 64 ]        |
|        | Capela de Villemoison                          | Capela                      | Século XII                | Nièvre                                    | França     | Sim       |               |
|        | Capela dos Templários                          | Capela                      |                           | Laon                                      | França     | Sim       |               |
|        | Casa dos Templários                            | Sede da Ordem               |                           | Caudebec-en-Caux                          | França     | Sim       |               |
|        | Igreja templária                               | Igreja                      |                           | Midlands Ocidentais                       | Inglaterra | Sim       | [ 65 ]        |
|        | Ermida de San Bartolomé                        | Ermida                      |                           | Soria                                     | Espanha    | Sim       | [ 66 ]        |
|        | Castello della Magione                         | Castelo medieval e Igreja   | Século XI                 | Poggibonsi                                | Itália     | Sim       | [ 67 ]        |

### Geral
- PERNOUD, Regine. Os Templários. Lisboa: Publicações Europa-América. 1974.
- READ, Piers Paul. Os Templários: a história dramática dos cavaleiros Templários, a mais poderosa ordem militar dos cruzados. São Paulo: Imago. 2006. ISBN 9788531207358
- DEMURGER, Alain. Os cavaleiros de Cristo: Templários, Teutônicos, Hospitalários e outras ordens militares na Idade Média (sécs. XI-XVI). Rio de Janeiro: Jorge Zahar Editor, 2002. 348p. ISBN 85-7110-678-9
- DEMURGER, Alain. Os Templários: uma cavalaria cristã na Idade Média. São Paulo: Difel, 2007. 687p. ISBN 85-7432-076-5
- RUNCIMAN, Steven. História das cruzadas. Volume I: A 1.ª cruzada e a fundação do Reino de Jerusalém). São Paulo: Imago, 2002. 340p. ISBN 85-312-0816-5

### Em Portugal
- Pinho Leal, Augusto Soares d’Azevedo Barbosa de (1873). Portugal Antigo e Moderno - Diccionario. [S.l.]: Livraria Editora de Mattos Moreira & Companhia
- LOUÇÃO, Paulo Alexandre. Portugal esotérico. Volume I: Os Templários na formação de Portugal. Lisboa: Ésquilo, 2009.ISBN 978-989-8092-60-1
- OLIVEIRA, Nuno Villamariz. Castelos Templários em Portugal. Lisboa: Edições Ésquilo, 2010. ISBN 978-989-8092-77-9
- TELMO, António. O Mistério de Portugal na História e n'Os Lusíadas. Lisboa, Ésquilo.

### No Brasil
- BURMAN, Edward. Templários, Os Cavaleiros de Deus. Trad. Paula Rosas. Rio de Janeiro: Record, Nova Era, 2005. ISBN 85-01-04046-0
- DEMURGER, Alain. Os Templários, uma cavalaria cristã na idade Média. Trad. Karina Jannini. Rio de Janeiro: DIFEL, 2007. ISBN 978-85-7432-076-2
- STODDART, William. Lembrar-se num mundo de Esquecimento. São José dos Campos: Kalon 2013.ISBN 978-85-62052-04 Erro de parâmetro em {{ISBN}}: comprimento
- SCHUON, Frithjof. O Homem no Universo. São Paulo: Perspectiva, 2001. ISBN 85-273-0259-4
- SOARES DE AZEVEDO, Mateus. A Inteligência da Fé: Cristianismo, Islã, Judaísmo. Rio de Janeiro: Record, 2006. ISBN 85-7701-045-7